# Ethan Zuckerman
Ethan Zuckerman (4 gennaio 1973) è un attivista e blogger statunitense, studioso di nuovi media.

## Biografia
Dopo essersi laureato al Williams College, ha trascorso un anno a Accra, capitale del Ghana, grazie ad una borsa di studio Fulbright. Zucherman fa parte del consiglio direttivo di Ushahidi, Global Voices Online e PenPlusBytes, un'organizzazione non a scopo di lucro ghanese per la promozione del giornalismo. Nel gennaio 2007, è entrato a far parte dell'Advisory board della Wikimedia Foundation.
Nel 2011 è stato indicato da Foreign Policy come uno dei cento più influenti intellettuali dell'anno, e nel settembre dello stesso anno inizia a lavorare al MIT Center for Civic Media come direttore. È direttore del MIT Center for Civic Media, fondatore del sito Global Voices Online e, in precedenza, uno dei primi membri dello staff di Tripod.com. Ha pubblicato il saggio Rewire: Digital Cosmopolitans in the Age of Connection, sullo stato della globalizzazione dell'informazione e sull'impatto che essa può avere nella formazione di una nuova classe dirigente di pensatori brillanti e multiculturali.